# Perinema cerberus
Perinema cerberus is een neteldierensoort. De wetenschappelijke naam van de soort is voor het eerst geldig gepubliceerd in 1853 door Gosse.